# Organizzazione Militare Polacca
L'Organizzazione Militare Polacca, in acronimo OMP (in polacco: "Polska Organizacja Wojskowa", POW) fu un'organizzazione paramilitare segreta creata da Józef Piłsudski nell'agosto del 1914 e costituita ufficialmente nel novembre del 1914, durante la prima guerra mondiale. Il compito per cui era stata ideata riguardava la raccolta di informazioni e il sabotaggio dei nemici del popolo polacco. Fu usato da Piłsudski per creare un corpo indipendente dai suoi cauti simpatizzanti austro-ungarici, oltre ad essere in seguito adoperato per fomentare il sentimento filo-polacco nella regione di Vilnius, in mano ai lituani. Divenne inoltre una spalla importante, seppur poco nota, delle Legioni polacche. Le operazioni del POW avvennero principalmente ai danni dell'Impero russo nella prima fase della guerra e dell'Impero tedesco in seguito. Il numero dei suoi membri passò da alcune centinaia nel 1914 agli oltre 30.000 nel 1918.

## Storia

### Spionaggio e addestramento
L'Organizzazione Militare Polacca (POW) nacque nell'agosto 1914 (forse anche prima), ma è stata fondata ufficialmente nel novembre 1914,come fusione di due organizzazioni para-militari giovanili precedentemente esistenti: la Drużyny Strzeleckie e la Związek Strzelecki. Attivo nel Regno del Congresso, detenuto dalla Russia, il POW è divenuto il corpo di intelligence e sabotaggio delle Legioni polacche di Piłsudski. Ad un'analisi attenta, molti membri del POW, associazione illegale e segreta, erano allo stesso tempo soldati delle Legioni polacche sostenute dall'Austria. Il POW fu diretto militarmente dallo stesso Piłsudski, mentre il comando politico era in un convento segreto "A", guidato da Jędrzej Moraczewski.
Inizialmente attiva solo nella Polonia centrale, con il tempo si formarono unità POW in tutte le parti dell'ex Confederazione polacco-lituana, tra cui la Lituania, la Bielorussia, l'Ucraina e la Russia. Non mancarono casi in cui alcuni contadini polacchi che vivevano nelle regioni appena citate furono uccisi perché erroneamente ritenuti sovversivi. Si occupava principalmente di spionaggio e sabotaggio, nonché dell'addestramento militare dei suoi membri e dell'acquisizione di armi da vari eserciti che combattevano sul suolo polacco. I membri del POW sono stati individuati come il nucleo del futuro esercito polacco dopo che la Polonia riguadagnò la sua indipendenza al termine del conflitto.
Durante la Grande Guerra, gran parte della Polonia fu occupata dagli Imperi Centrali nel 1915, il POW divenne semi-legale e supportato ufficiosamente dall'esercito tedesco, che la vide come un'utile fonte di informazioni sulla Russia e un utile serbatoio di ufficiali qualificati. Tuttavia, nel luglio del 1917, dopo la cosiddetta crisi del giuramento delle legioni polacche e l'arresto di Piłsudski, il POW tornò a doversi nascondere per avviare le sue operazioni segrete contro le guarnigioni e le linee di rifornimento tedesche e austriache. Al posto di Piłsudski, trasferito in una prigione tedesca nella fortezza di Magdeburgo, comandante del POW divenne un suo amico, Edward Rydz-Śmigły, futuro maresciallo di Polonia.

### Sabotaggio e manifestazioni di dissenso
Con il crollo degli Imperi centrali durante le fasi finali della Grande Guerra, il comando POW decise di partecipare attivamente alla guerra e l'organizzazione uscì allo scoperto. In ottobre e novembre 1918 le rivoluzioni in Germania e Austria-Ungheria fecero collassare l'esercito dell'Ober Ost nei Paesi baltici. Le unità tedesche furono colpite da diserzioni di massa di soldati che semplicemente lasciarono i loro posti di comando e si diressero verso le loro case. Il compito principale del POW durante questo periodo fu quello di disarmare i soldati in ritirata per riportarli in Germania. La campagna ebbe successo e diede al neonato stato polacco una grande quantità di armi e attrezzature militari. A metà novembre, la maggior parte delle guarnigioni di stanza in Galizia si arrese ai membri del POW e la regione cadde sotto il controllo dalla Polonia. Questi proseguirono le azioni di disarmo anche in altre aree dell'ex Regno del Congresso. Oltretutto, il PMO è stato precipuo nella difesa della città di Leopoli nella battaglia di Leopoli contro gli aggressori della Repubblica Nazionale dell'Ucraina Occidentale (circa 400 uomini impegnati nella fase iniziale della lotta). Nel dicembre del 1918, i partecipanti del POW furono tutti arruolati nell'esercito polacco appena riformato.

### Scontri successivi

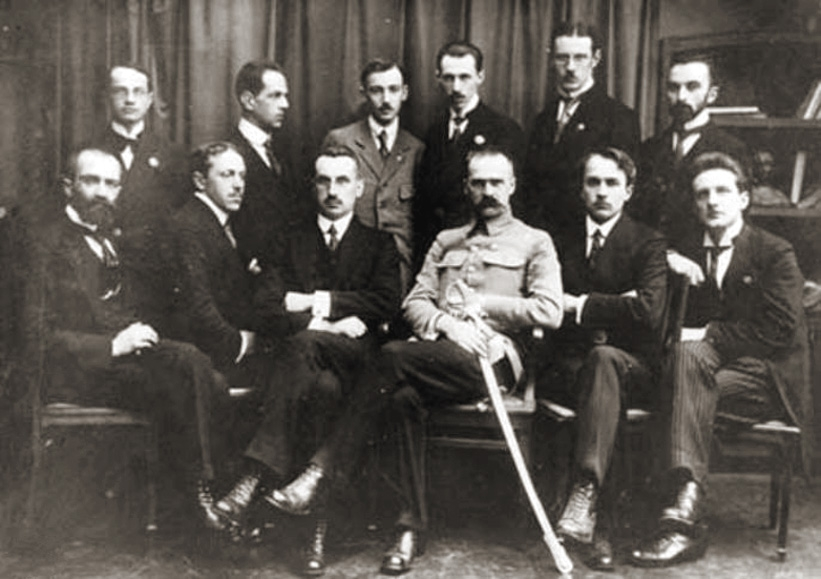
Il Comando Supremo della OMP nel 1917

Contrariamente al resto delle unità, il POW in Ucraina (in particolare le aree controllate dal governo ucraino occidentale e le aree controllate dal Direttorato e dall'Etmanato) rimase attivo dopo il ritiro polacco da Kiev nel luglio 1920.
Nel febbraio del 1918, un'organizzazione similare fu formata nella Grande Polonia, posseduta dai tedeschi. Questa fu plasmata sulla struttura del POW. Assunse il nome di Organizzazione militare polacca della Spartizione prussiana e il suo obiettivo principale rimase quello di liberare la regione per annettersi in seguito alla Polonia. La consacrazione del POW che lo portò a divenire parte dell'esercito polacco maggiore avvenne in virtù del ruolo giocato durante la sollevazione della Grande Polonia del 1918-1919.
Nel febbraio del 1919, si costituì anche l'Organizzazione militare polacca dell'Alta Slesia. Anche questa perseguiva scopi simili alla sua controparte polacca, raggiungendo l'apice della sua influenza durante le rivolte nella Slesia del 1919-1921. Successivamente, alcuni degli uomini coinvolti furono integrati nell'esercito polacco o nei servizi di spionaggio polacco.

### In Lituania
In Lituania, il POW stava pianificando un complotto segreto per rovesciare il legittimo governo della Lituania e sostituirlo con un gabinetto che fosse fedele alla Polonia. Il colpo di stato fu programmato per l'agosto 1919, ma fu sventato dal dipartimento di sicurezza dello Stato lituano e seguirono arresti di massa: tale mossa stroncò la possibilità di realizzare un golpe. Dai documenti trafugati nella sede dei prigionieri di guerra a Vilnius e consegnati al Ministro presidente della Lituania Augustinas Voldemaras è risultato assai plausibile che questo complotto fosse stato autorizzato dallo stesso Józef Piłsudski. Una rivolta guidata dal POW si scatenò nella regione di Sejny, all'epoca controllata dalle forze lituane: come risultato della ribellione, i biancorossi assunsero il controllo di quel territorio conteso.

### Influenza nell'Unione Sovietica
Sebbene il POW fosse stato sciolto nel 1921, le autorità sovietiche tendevano a smentirlo. In realtà, si tratta di notizie false: non vi erano più membri dell'Organizzazione Militare Polacca né nella RSS Ucraina (una delle ultime regioni europee in cui agì) né altrove. Ciononostante, durante le Grandi purghe del 1936-1938 (e già nel 1933), molte persone di nazionalità polacca furono accusate di appartenere ad essa, che era illegale. Per stroncare eventuali sovversivi fu avviata la cosiddetta Operazione polacca dall'NKVD (i dettagli sono stati riscontrati nell'Ordine NKVD num. 00485).

## Comandanti
- Da agosto 1914: K. Rybasiewicz;
- Da ottobre 1914 ppor. Tadeusz Żuliński;
- Da agosto 1915 mjr Michał Żymierski;
- Da ottobre 1915 mjr Tadeusz Kasprzycki.